# Tập tính kiếm ăn

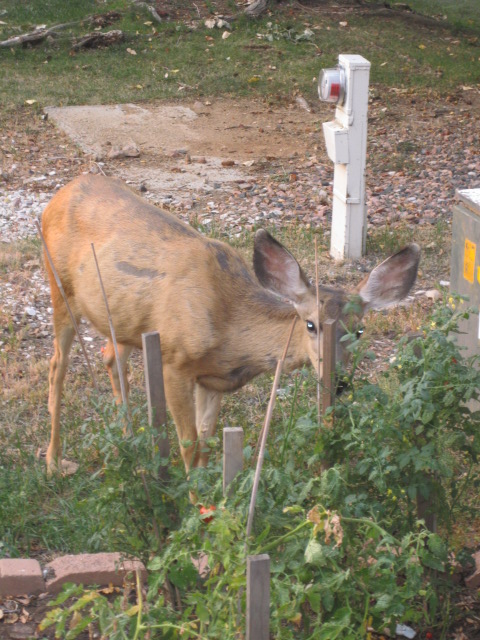
Loài nai sẽ nếm thức ăn bằng cách liếm thử trước khi chúng ăn với những món lạ, đây là kỹ năng kiếm ăn của chúng hình thành từ quá trình học khôn, giúp chúng tránh được các thứ lá độc

Tập tính kiếm ăn (hay gọi gọn là kiếm ăn) là việc các động vật tìm kiếm nguồn thức ăn trong tự nhiên hoang dã. Nó ảnh hưởng đến sức khỏe và thể trạng của động vật vì nó đóng vai trò quan trọng trong khả năng sống sót và sinh sản của động vật. Lý thuyết về tập tính kiếm ăn là một nhánh của sinh thái học hành vi nghiên cứu hành vi tìm kiếm thức ăn của động vật để thích ứng với môi trường nơi động vật sinh sống. Một số yếu tố ảnh hưởng đến khả năng tìm kiếm thức ăn và thu được các chiến lợi phẩm của động vật như phản xạ học hỏi để trở thành những kỹ năng, mánh lới hoặc yếu tố di truyền hay bẩm sinh.

## Sự chọn lựa
Các nhà sinh thái học hành vi sử dụng các mô hình kinh tế để hiểu về hành vi tìm kiếm thức ăn của động vật; nhiều trong số các mô hình này là một loại mô hình tối ưu theo đó, lý thuyết tìm kiếm thức ăn được nêu ra dưới dạng tối ưu hóa những tiêu tốn sức lực từ quyết định tìm kiếm thức ăn, cụ thể là chọn loại thức ăn, chọn bắt con mồi nào. Phần thưởng cho mô hình này là lượng năng lượng mà động vật nhận được trên mỗi đơn vị thời gian, cụ thể hơn là tỷ lệ tăng năng lượng cao nhất so với công sức bỏ ra trong khi tìm kiếm thức ăn.
Lý thuyết tìm kiếm dự đoán rằng các quyết định tối đa hóa năng lượng trên mỗi đơn vị thời gian và do đó mang lại phần thưởng cao nhất sẽ được ưu tiên chọn và duy trì. Ví dụ, trong khi đi săn, những con hổ dù có thể săn được những con mồi nhỏ cỡ như con thỏ, nhưng để bắt được chúng phải tiêu tốn nhiều sức lực không đáng có trong khi lượng thịt của con mồi chẳng nhiều nhặng gì cho nên phần thưởng không bỏ bèn, do đó, loài hổ chủ yếu săn bắt những con mồi có khối lượng lớn cỡ từ lợn rừng trở lên để có đủ lượng thịt đáp ứng cho nhu cầu của chúng trong một lần săn.
Hoặc ngược lại, những loài thú săn mồi tầm trung sẽ là những kẻ săn mồi cơ hội đối với những con mồi có kích thước lớn ngoài tâm của chúng nhưng bị thương, già yếu mà chúng bắt gặp, chúng sẽ không bỏ qua cơ hội này, ví dụ như những con sói thường chỉ nhắm đến những động vật cỡ trung bình như hươu nai, nhưng chúng sẽ không thể bỏ qua một con bò rừng già yếu bệnh tật đang hấp hối, hoặc một ví dụ khác là các loài săn mồi hoang dã sẽ ưa thích bắt những con gia súc, gia cầm khi có cơ hội vì chúng là những mục tiêu ít di động, thiếu cảnh giác, dễ tóm hơn những con thú hoang lanh lợi và khó bắt hơn nhiều.
Ngoài ra, một số loài cộng sinh với các loài khác để kiếm ăn như loài cò ruồi chuyên đậu trên lưng trâu bò để bắt ruồi muỗi như: Cá sấu há miệng cho chim bay vào vệ sinh răng miệng sau mỗi lần ăn. Một số chim ăn ong mật thường dẫn thú đến phá tổ sau đó thì ăn xác ong đã chết. Một số loài chim kiếm ăn ở nước thường cũng có những tập tính kiếm mồi chuyên hóa, có thể lặn xuống nước để đuổi bắt cá.

## Các phương thức

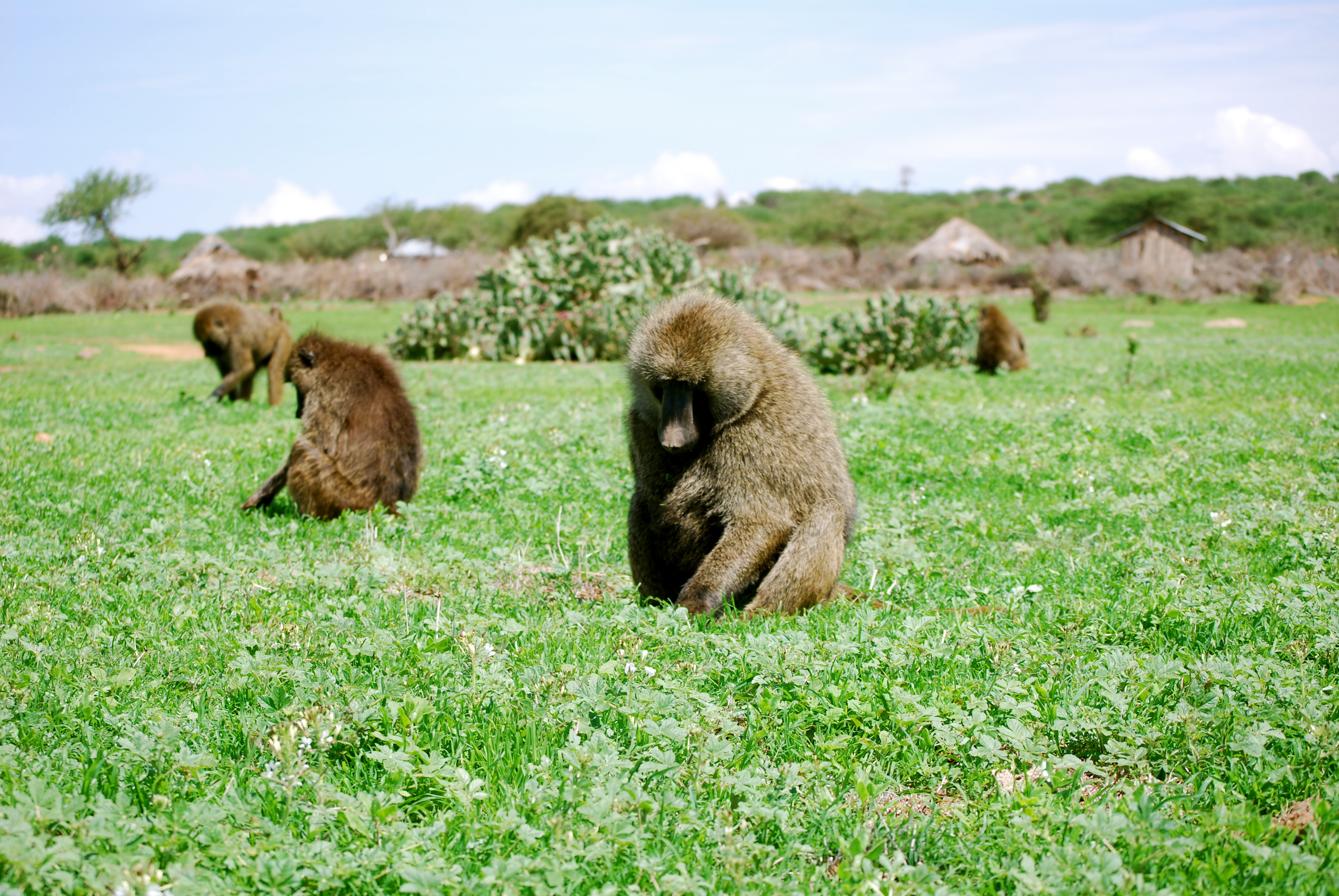
Một nhóm khỉ đầu chó (Papio anubis) đang kiếm ăn ở Laikipia, Kenya. Những con khỉ con sẽ học hỏi từ những con lớn hơn về các kỹ năng kiếm ăn

Học hỏi ở động vật được định nghĩa là một thay đổi thích nghi hoặc thay đổi, điều chỉnh hành vi dựa trên kinh nghiệm trước đó. Vì môi trường của động vật luôn thay đổi, khả năng điều chỉnh hành vi tìm kiếm thức ăn là điều cần thiết để tối ưu hóa về sức lực. Các nghiên cứu về côn trùng xã hội đã chỉ ra rằng có một mối tương quan đáng kể giữa hiệu suất bắt chước và tìm kiếm thức ăn. Động vật có kích thước não lớn hơn dự kiến sẽ học hỏi tốt hơn. Một yếu tố khác có thể ảnh hưởng đến quy mô nhóm là công sức bỏ ra để săn bắt.
Ở loài linh trưởng không phải người, các cá thể còn nhỏ sẽ quan sát, bắt chước hành vi tìm kiếm thức ăn từ mẹ của chúng và những cá thể lớn tuổi bằng cách xem các thành viên khác trong nhóm tìm kiếm thức ăn và bằng cách bắt chước hành vi của chúng. Quan sát và học hỏi từ các thành viên khác trong nhóm đảm bảo rằng các thành viên nhỏ tuổi hơn trong nhóm học được những gì an toàn để ăn hay có thể ăn được và trở nên thành thạo, điều này có thể dễ dàng nhận thấy ở những loài linh trưởng bậc cao như tinh tinh, khỉ đột hay các loài vượn nhỏ, khỉ hầu và đặc biệt là ở loài đười ươi khi những bà mẹ sẽ nuôi nấng con mình đủ lâu để chúng học được hết các kỹ năng kiếm ăn và sinh tồn.
Một biện pháp học tập là 'đổi mới sáng tạo'. Một con vật tiêu thụ thức ăn mới hoặc sử dụng một kỹ thuật tìm kiếm thức ăn mới để đáp ứng với môi trường sống năng động của chúng. Thay đổi cách thức tìm kiếm thức ăn được coi là học vì nó liên quan đến tính linh hoạt của hành vi ở động vật. Con vật nhận ra sự cần thiết phải đưa ra một chiến lược tìm kiếm thức ăn mới thứ mà nó chưa từng sử dụng trước đây để tối đa hóa sức lực (sinh tồn) của mình. Đây gọi là học khôn, là kiểu học phối hợp các kinh nghiệm cũ để giải quyết tình huống mới ví dụ như những con tinh tinh có thể điều chỉnh độ dài ngắn của cọng cỏ khi chúng bắt kiến tùy thuộc vào độ sâu của tổ kiến chúng định bắt. Hoặc những ví dụ điển hình là những sáng tạo trong cách tìm kiếm thức ăn ở loài quạ, chúng biết tha những quả hạt để cho xe cán làm vỡ vỏ, hoặc những con khỉ biết cách sử dụng công cụ để đập vỡ hạt, vỏ trái cây.
Hành vi tìm kiếm thức ăn cũng có thể bị ảnh hưởng bởi di truyền. Các gen liên quan đến hành vi tìm kiếm thức ăn đã được nghiên cứu rộng rãi ở ong mật với sự phân công lao động bắt đầu hành vi tìm kiếm thức ăn, phân chia nhiệm vụ giữa ong thợ và ong lính và sự thiên vị trong việc tìm kiếm phấn hoa hoặc mật hoa. Hoạt động tìm kiếm ong mật xảy ra cả bên trong và bên ngoài tổ ong để lấy phấn hoa hoặc mật hoa. Hành vi tương tự được nhìn thấy trong nhiều loại ong xã hội, chẳng hạn như loài ong Apoica flavissima. Điều này dường như đã được lập trình sẵn trong xã hội loài ong mà không cần mỗi cá thể phải có sự trải nghiệm.

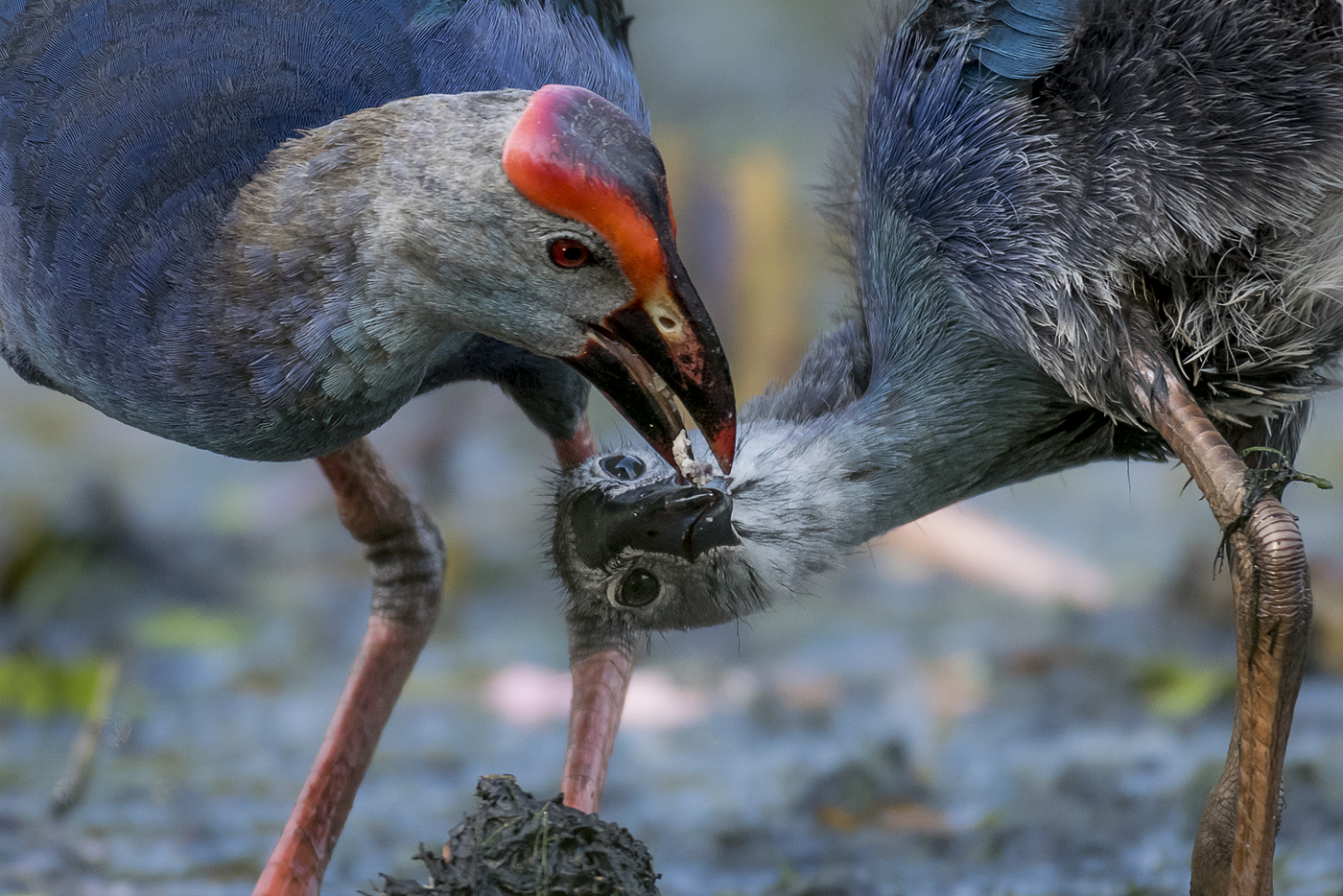
Hai con chim nước đang chia sẻ thức ăn

Sự hiện diện của động vật săn mồi trong khi một con vật (con mồi) đang kiếm ăn sẽ ảnh hưởng đến hành vi của nó. Nói chung, những kẻ mưu sinh sẽ tự xác định giữa mạng sống với nhu cầu ăn của chúng (giữa cơn đói và sự sống), do đó đi lệch khỏi hành vi tìm kiếm thức ăn sẽ được dự kiến trong trường hợp không có động vật ăn thịt đang rình rập. Vô số các yếu tố ảnh hưởng đến kích thước nhóm ở các loài khác nhau. Ví dụ, ở sư tử (sư tử cái) không đưa ra quyết định tìm kiếm thức ăn khi chúng đưa ra quyết định phản ánh sự cân bằng giữa việc có được miếng ăn, bảo vệ lãnh thổ của họ và bảo vệ con cái của chúng. Trên thực tế, chúng ta thấy rằng hành vi tìm kiếm thức ăn ở sư tử không tối đa hóa mức tăng năng lượng của chúng.
Việc tìm kiếm nhóm mang lại cả sự hoa phí và lợi ích cho các thành viên của nhóm đó. Một số lợi ích của việc săn mồi theo nhóm bao gồm có thể bắt được con mồi lớn hơn, có thể tạo ra các tập hợp con mồi, có thể bắt được con mồi khó nhằn, xử lý được những con mồi cứng đầu, hoặc nguy hiểm và quan trọng nhất là giảm mối đe dọa săn mồi. Tuy nhiên, liên quan đến hao phí bỏ ra, các nhóm tìm kiếm kết quả trong việc cạnh tranh các nguồn lực sẵn có của các thành viên khác trong nhóm. Cạnh tranh về tài nguyên có thể được đặc trưng bởi cạnh tranh giành giật, theo đó mỗi cá thể cố gắng giành lấy một phần tài nguyên được chia sẻ hoặc cạnh tranh can thiệp, chúng sẽ cố nhồi nhét lượng thức ăn giành được trước khi bị cướp mất, theo đó sự hiện diện của các đối thủ cạnh tranh ngăn cản khả năng tiếp cận tài nguyên của kẻ đi trước. Do đó, việc tìm kiếm thức ăn theo nhóm có thể làm giảm tỷ lệ tìm kiếm thức ăn của động vật. Kiếm ăn theo nhóm có thể bị ảnh hưởng bởi kích thước của một nhóm. Ở một số loài như sư tử và chó hoang, sự thành công của việc săn mồi gia tăng khi tăng kích thước nhóm sau đó giảm dần khi vượt quá kích thước tối ưu.

## Săn mồi

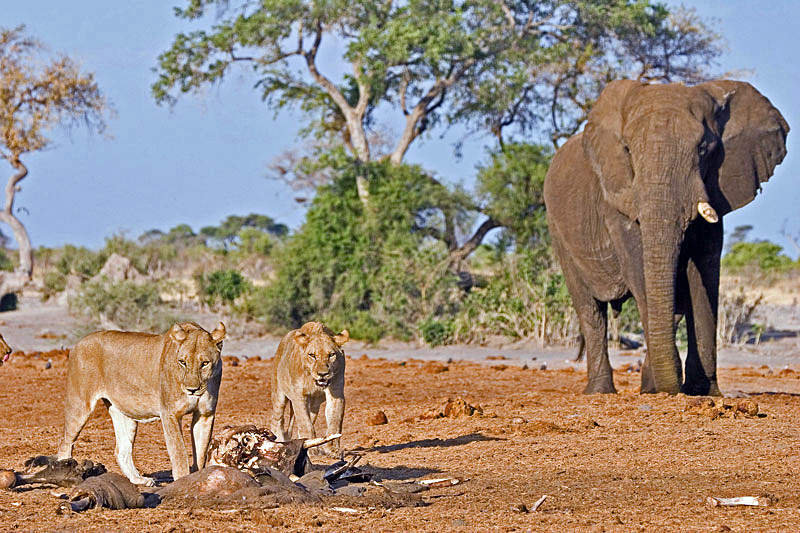
Một con voi đang quan sát đàn sư tử ăn mồi

Các tác nhân kích thích như hình ảnh, âm thanh con mồi phát ra, nhiệt độ cơ thể con mồi, mùi máu tanh hình thành nên tập tính rình mồi, rượt đuổi mồi để tấn công và vồ mồi. Tập tính kiếm mồi và săn mồi ở các động vật khác nhau là khác nhau. Phần lớn các tập tính kiếm ăn, săn mồi là các tập tính thứ sinh, hình thành trong quá trình sống, qua học tập ở bố mẹ hoặc đồng loại hoặc qua trải nghiệm của bản thân. Ví dụ như hổ mẹ dạy hổ con săn. Ý nghĩa của việc kiếm mồi và săn mồi ở động vật là để tồn tại và phát triển, các động vật có nhu cầu tìm kiếm thức ăn nói chung và săn mồi nói riêng. Đây là những tập tính bảo đảm sự sống còn của các loài động vật. Thường các loài thú ăn thịt, quá trình bắt mồi gồm các giai đoạn:
Giai đoạn đầu tiên là dò tìm con mồi bằng cách theo dõi và rình con mồi nhờ vào những nhóm giác quan đã hoàn hảo. Loài động vật có vú cùng một lúc sử dụng cả khứu giác, thị giác và thính giác. Những động vật ăn thịt có kích thước lớn tiến tới sát con vật săn (con mồi) mà không gây ra một tiếng động nào bằng cách lẩn trốn những cặp mắt sau những bình phong như hốc đá hay lùm cây và tránh được chiều gió thổi. Ba tính chất quan trọng lúc rình mồi là: ẩn náu kín đáo, chăm chú theo dõi và nhanh nhẹn, dứt khoát khi tấn công. Hổ Sumatra là loài trá hình, ngụy trang như những đường vằn trên lưng con hổ lẫn vào trong môi trường để dễ dàng săn mồi hơn.
Giai đoạn tiếp theo rà rượt đuổi con mồi: Có những kỹ thuật chính để săn bắt con mồi, các kiểu bắt mồi như theo đuổi, rình mồi, mai phục, thăm dò và tóm gọn con mồi. Sự rượt đuổi đòi hỏi những điều kiện thích nghi với tốc độ và sự nhanh nhẹn. Những con săn mồi tấn công những con mồi lớn hơn cơ thể nó hoặc tập hợp lại thành nhóm để tự vệ hay cùng nhau săn bắt và cùng nhau chia những con mồi săn được. Mèo, báo, hổ, sư tử chủ yếu rình mồi rồi bất chợt vồ mồi và phù hợp với việc kiếm ăn trong rừng có những bụi cây rậm rạp, cỏ mọc cao.
Cáo cũng rình mồi và vồ mồi bất chợt, nhiều khi chúng còn rượt đuổi con mồi và thích nghi vơi lối sống ở bìa rừng hoặc trong rừng thưa của cáo. Loài linh cẩu đốm Phi châu sử dụng những thủ đoạn dọa dẫm và quấy nhiễu cho đến khi con kia chịu không nổi phải bỏ đi cho yên thân, đây là tập tính cậy đông. Hải quỳ trông như đoá hoa cử động được, nhưng thường ở yên một chỗ, bám vào đá ngầm. Nó vẫn phải ăn để sống nhưng vì không thể đuổi theo con mồi, nó nhờ đến các xúc tu gây ngứa, khi con mồi tiến đến gần, xúc tu gây ngứa phóng ra cơ man ngòi nọc li ti khiến con mồi ngứa ngáy và nhanh chóng tê liệt.
Giai đoạn kết liễu nạn nhân: Những con săn mồi phải giết chết nạn nhân đã rồi mới ăn thịt nên phải xử lý nạn nhân trước. Những miếng mồi có kích thước to lớn phải được ăn dần ở nơi kín đáo, tránh những con mắt soi mói hoặc ít ra là không bị lấy cắp, ví dụ như báo hoa mai có tập tính tha miếng mồi lên cây để ăn. Mực thích ăn cua, tôm và những loài giáp xác khác, việc bắt loại mồi vỏ cứng này chẳng khó khăn lắm nhờ chúng có cả nghìn giác mút, rồi nhờ cái mỏ cứng, mực đục một lỗ trong vỏ cứng của con mồi rồi tiêm nước bọt vào, làm liệt con mồi, các mô hoá lỏng và mực chỉ việc hút.
Sư tử được mệnh danh là chúa tể thao nguyên, sư tử săn cả những con mồi lớn nhất như trâu và linh dương đầu bò. Thành công gần như tuyệt đối của những kẻ săn mồi này là nhờ sự kết hợp giữa những kĩ năng. Sư tử sống thành bầy và tất cả thành viên cùng nhau đi săn. Những sư tử con sớm học được các kĩ năng săn mồi nhờ trò chơi chiến đấu cùng nhau. Tỉ lệ thành công trong cuộc đi săn của sư tử chỉ có 1/5 nhưng những khả năng săn mồi được nhấn mạnh khi chúng ta xem xét những con mồi của chúng–đều là những động vật lớn và có khả năng chống trả quyết liệt.
Giai đoạn thưởng thức miến ăn, con mồi. Những thú ăn thịt bé hơn: Cầy giông, cầy hương, mèo rừng thì mỗi ngày chúng ăn khoảng 3–4 con chuột mới no nhưng khi không bắt được mồi chúng cũng ăn cả sâu bọ và giun đất. Các loài thú vốn là ăn thịt như gấu ngựa nhưng do không đủ thức ăn chúng đã dần trở thành thú ăn tạp, ngoài thịt, thức ăn của chúng còn là trái cây (dẻ, chuối, sung, tai chua, củ mài, củ ráy).